# Русская народная почта
Русская народная почта (Комната смеха для одинокого пенсионера) — пьеса российского драматурга Олега Богаева, одна из самых известных его пьес. Написана в 1995 году Впервые была поставлена в Московском театре п/р Олега Табакова в 1998 году. Текст пьесы был впервые опубликован в журнале «Драматург».
«Стараясь заполнить пустоту, наступившую после смерти жены и всех близких, Иван Сидорович начинает писать сам себе письма. Конверты с письмами он прячет в разных местах своей комнаты, ищет их, находит, радуется тому, что получил их, читает и пишет ответы. Ответные письма он бросает в пустой комод. Письма адресованы его покойным старым друзьям, некоторые — и друзьям его молодости, с которыми он уже десятки лет не виделся, часть писем адресована государственным учреждениям и ведомствам. Постепенно ситуация градирует: Иван Сидорович пишет российскому президенту и королеве Елизавете II.

Параллельно с тем, как одиночество героя становится сильнее, микромир одной запущенной комнаты все больше превращается в фантасмагорию. События, происходящие в комнате Ивана Сидоровича, все больше переходят на уровень действия ирреального мира, перемещаются в экзистенциальную плоскость. Ленин и Елизавета II за игрой в домино решают вопрос существования или несуществования героя. Обе эти фигуры как бы прорастают в реальность, и становятся хозяевами в комнате Ивана Сидоровича. Письма, которые герой писал сам себе, становятся настоящими, их авторы — реальные и вымышленные (Любовь Орлова, Сталин, Чапаев, Робинзон Крузо) — все постепенно заполняют комнату. Фантасмагория кульминирует в день рождения героя. Авторами поздравлений становятся инопланетяне, советские космонавты, незаконнорожденный сын Адольфа Гитлера и клопы, живущие к квартире Ивана Сидоровича. Последнее письмо, которое Иван Сидорович находит в своей квартире — письмо от смерти, которая желает преподнести ему самый приятный и дорогой подарок — вечную жизнь.»
В 2016 году пьеса была поставлена в Архангельском театре драмы М. В. Ломоносова. Режиссёр Андрей Тимошенко.
В 2019 году поставлена Александром Кудряшовым в театре «Ангажемент» в Тюмени.
В 2021 году пьеса поставлена в московском театре МОСТ. 26 марта 2021 года на премьере присутствовал автор, после спектакля состоялся паблик-толк.